# Arkavati
L'Arkavati (en kannada : ಅರ್ಕಾವತಿ ನದಿ) est une rivière indienne du seul état du Karnataka et un affluent gauche du Cauvery. 

## Géographie
De 190 km de longueur, elle tire sa source des collines Nandi (en), dans le district de Chikkaballapur. 
Elle coule globalement du nord au sud, à l'ouest et au sud-ouest de la capitale Bengalore du Karnataka.
Elle est tributaire du Kaveri, qu'elle rejoint à 34 km au sud de Kanakapura (en).

## Affluents
- Kumudvathi River (rd[note 1]),
- Vrishabhavathi River (rg),

## Hydrologie
Son régime hydrologique est dit pluvial tropical à moussons.